# Cisliano
Cisliano ist eine italienische Gemeinde mit 5112 Einwohnern (Stand 31. Dezember 2023) in der Metropolitanstadt Mailand, Region Lombardei.
Die Nachbarorte von Cisliano sind Sedriano, Bareggio, Vittuone, Corbetta, Cusago, Albairate und Gaggiano.

## Demografie
Cisliano zählt 1316 Privathaushalte. Zwischen 1991 und 2001 blieb die Einwohnerzahl nahezu konstant.